# Obsjtina Tjelopetj
obsjtina Tjelopetj (bulgariska: Община Челопеч) är en kommun i Bulgarien.   Den ligger i regionen Sofijska oblast, i den centrala delen av landet, 60 km öster om huvudstaden Sofia.
Följande samhällen finns i obsjtina Tjelopetj:
- Tjelopetj

Trakten runt obsjtina Tjelopetj består till största delen av jordbruksmark. Runt obsjtina Tjelopetj är det ganska glesbefolkat, med 48 invånare per kvadratkilometer.